# Arhodeoporus minor
Arhodeoporus minor är en kvalsterart som beskrevs av Bartsch 1977. Arhodeoporus minor ingår i släktet Arhodeoporus och familjen Halacaridae. Inga underarter finns listade i Catalogue of Life.